# サンタ・エレーナ県
サンタ・エレーナ県（サンタ・エレーナけん、西: Provincia de Santa Elena）は、エクアドルの県。同国西部にあり、太平洋に面している。
県都はサンタ・エレーナ。
2007年にグアヤス県から分離した。

## 隣接する県
- マナビ県
- グアヤス県

## 郡と都市

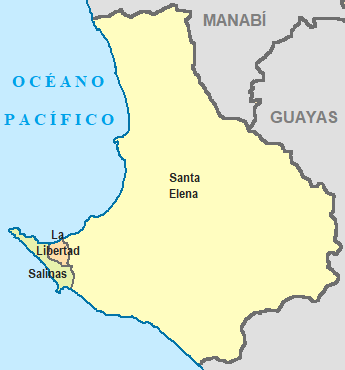
郡の区割り図

サンタ・エレーナ県は3の郡に分けられる。
| 郡名               | 人口 （2001年国勢調査） | 面積（km2） | 中心都市         |
| ------------------ | ----------------------- | ----------- | ---------------- |
| ラ・リベルタード郡 | 77,646                  | 25          | ラ・リベルタード |
| サリナス郡         | 49,572                  | 69          | サリナス         |
| サンタ・エレーナ郡 | 111,671                 | 3,669       | サンタ・エレーナ |